# 斯蒂芬·班農
斯蒂芬·凱文·「史蒂夫」·班農（英語：Stephen Kevin "Steve" Bannon；1953年11月27日—），美國媒體高管、政治人物、戰略家、前投資銀行家、布萊巴特新聞網的前任執行主席、“爆料革命”支持者。他曾在美國總統唐納·川普的第一任期擔任白宮首席策略長兼總統顧問。
在1970年代末至1980年代初期，他曾在美國海軍擔任軍官七年。服兵役後，他在高盛擔任投資銀行家，任至副總裁後離任。1993年，他成為生物圈二號研究項目的代理主任。自1990年代，他成為好萊塢的執行製片人，並在1991年至2016年期間製作了18部電影。2007年，他共同創立了極右翼新聞網站布萊巴特新聞網（Breitbart News），2012年擔任其執行主席，他在2016年描述此網站是“另類右派（alt-right）的平台”，布赖特巴特新闻网亦在他的带领下成了美国“另类右派运动”（alt-right movement）的龙头媒体，该运动反对多元文化、维护西方价值，常被民权组织和民主党人指责为和白人至上主义联系在一起。2013年，他共同創立了劍橋分析公司並任董事會副總裁，但該公司於2018年初破產倒閉。2016年11月，美国候任总统特朗普宣布由班农担任白宫首席策略长和总统顾问后，民权组织、民主党人以及一些共和党战略师谴责特朗普这一决定，并表示班农所代表的民粹主义和种族主义是需要警惕的。2019年10月，他建立了《班农战斗室》（War Room），集中发声支持总统特朗普反击弹劾案。美东时间2020年6月3日（北京时间2020年6月4日），他在互联网與流亡美國的中國富商郭文貴共同发表“新中国联邦宣言”。弹劾案结束之后，随即在《班农战斗室》每日视频节目专门开辟了一个叫《病毒大流行》的栏目，于2020年1月25日开播第一集，到2020年8月8日止共播出324集，专门用以讨论中国共产党在2019冠狀病毒病疫情中所扮演角色。2020年11月，班农因大量傳播關於2019冠狀病毒病疫情的陰謀論，其YouTube频道和推特平台账号均被永久封禁。

## 出身
班農於1953年11月出生於維吉尼亞州诺福克市的一個工人家庭，他的父亲是一名电话接线员。他曾經形容他的家庭是“藍領、愛爾蘭天主教徒、肯尼迪派、支持民主黨和工會”。
班農在維吉尼亞理工大学學習城市事務專業。根据《波士頓環球報》的報導，他暑假在老家里士满的一家廢品站工作。班農在喬治城大學攻讀碩士學位，并最終在哈佛大學取得工商管理硕士學位。

## 大學畢業後
班農在1970年代末和1980年代初曾在海軍服役七年，曾在太平洋艦隊的驅逐艦佛瑞斯塔號（USS Paul F. Foster, DD-964）上服役任水面戰軍官，驻防於波斯湾，后調往五角大廈擔任海军作战部长的特别助理。
退伍后，他作为一名投资银行家就职于高盛，着重于媒体投资。20世纪90年代，班农制作了十多部电影。那段時期，他的公司媒合的一筆交易使他从幾部電視節目的版税中获得了一筆可觀的收入，其中包括後來火爆的情景戲劇《宋飞正传》。他從中賺了數百萬美元。
从2000年起，班農已經創作並執導了九部紀錄片。其中2010年的影片《美利堅之戰》被稱為“用犀利的眼光審視了‘保守派人士’和不接地氣、自大傲慢、日益膨脹的政府的持續性衝突”。
關於他2004年制作的紀錄片《迎擊邪惡》，有評論說，“在21世紀的自由世界與伊斯蘭法西斯主義之間的激烈衝突之際”，這部影片切中了要害。

## 布萊巴特新聞網
班農最被人們所熟知的是他曾作為布賴特巴特新聞網的執行董事長。布賴特巴特新聞網成立於2008年，是一个有爭議的保守派新聞網站，班農在2012年從已故的創始人安德鲁·布賴特巴特手里接管了這個網站。
班農形容布賴特巴特新聞網是“另類右翼的平台”，這類人決絕主流的保守派政治。
布賴特巴特新聞網的批評者說，這個網站宣揚民粹主義、民族主義、種族主義和排外情緒。民主黨領袖南希·佩洛西稱班農為“白人民族主義者”，前參議員哈里·里德則稱班農是“白人至上主義的旗手”。班農否認了這種批評，不過他在2005年接受一次採訪時說道，太多的南亞後裔高管操控着硅谷。
班農承認布賴特巴特新聞網奉行民族主義，但否認了種族主義和排外。不過，他也承認布賴特巴特新聞網可能會吸引持這些觀念的人。
2016年，班農辭去他在布賴特巴特新聞網的職務，全心全意帮助唐納·川普的總統競選。班農说從那時起他於布賴特巴特新聞網已没有任何聯繫。

## 川普政府時代
2017年1月起，班農擔任白宮首席策略長兼總統顧問，被賦予與白宮幕僚長共同決策的權限，並曾列席美國國安會。4月4日，班農退出美國國安會。8月18日，班農辭去他在美國白宫的職務，重返布賴特巴特新聞網擔任執行主席。

## 後川普政府時代
2018年初，班農與唐纳德·特朗普關係變差，《火与怒》一書中称班農批評其子小唐纳德·特朗普會見俄羅斯人。
2018年1月9日，班農宣佈辭去布賴特巴特新聞網執行主席一職。
2018年8月，班農成立名為「美國共和公民」（Citizens of the American Republic）的團體。
2017年，班農與郭文貴合作。2018年底，班農與郭文貴成立法治基金，班农担任法治基金主席。
2020年8月20日，班农因在“We Build the Wall”项目（一个为修建美墨边境隔离墙筹款的民间项目）中涉嫌挪用款项在位于康涅狄格州韦斯特布鲁克外海属于郭文贵的Lady May号游艇上被捕，同日下午班农在纽约联邦法庭庭审后缴纳五百万美元保释金并以175万美元的个人资产做担保后获得保释，保释期间班农被禁止离开美国并需上交护照，他的旅行范围被限制在华盛顿特区、康涅狄格州以及纽约市，且未经允许班农不得与“We Build the Wall”项目的其他成员取得联系，也不得使用私人飞机及游艇作为交通工具。班農被捕後，郭文貴連忙與班農切割關係，強調未參與班農的事情，且不再允許班農繼續出任郭媒體董事會成員。。2021年1月19日，特朗普在卸任前夕赦免班農。
2021年1月21日，中華人民共和國外交部宣布對包括班农在内的28名美國人及其親屬實施制裁。
当地时间2021年9月23日，美國眾議院1月6日襲擊事件特別委員會向班农发出传唤，要求其10月14日出席特别委员会召开的听证会，遭到班农拒绝。10月19日，特别委员会以9票赞成、0票反对的投票结果，决定以藐视法庭罪对班农提出刑事起诉。11月12日，美国司法部宣布巴农因违抗美國眾議院1月6日襲擊事件特別委員會所发出的传票而遭到起诉。11月15日，受到上述两项指控的班农向执法部门自首。2021年11月17日，斯蒂芬·班农对藐视美国国会的指控拒绝认罪。
2022年7月22日，班农因违抗众议院特别委员会对2021年1月6日美国国会山骚乱事件的调查传票，而被判定犯有2项藐视国会罪。
2022年9月8日，斯蒂芬·班农來到纽约一家法庭參加庭審，並對曼哈顿一个大陪审团对其提起的洗钱、蓄意欺诈等指控表示不认罪。
由於班農藐視美國眾議院1月6日襲擊事件特別委員會發出的傳票；2022年10月21日，美國一名聯邦法官判處斯班農四個月監禁，不過班農在上訴期間保持自由。2024年5月，华盛顿特区联邦巡回上诉法院维持有罪判决，法院隨後下令班农开始服刑。之後班农向最高法院又一次上诉，但又被驳回。7月1日，班农向联邦监狱报到并随后入狱，至10月29日服刑期滿而釋放。

## 重要言论

### 對華態度
班農以對中華人民共和國强硬態度著稱，他把當今中國與納粹德國相提并論。現時班農區分「中國共產黨」、「中國」和「中國人民」。2020年5月3日，新闻联播播发《口出狂言的反华急先锋班农唯恐天下不乱》批驳班农。
斯蒂芬班农于2020年4月在War Room節目里发表个人关于基辛格和华尔街以及中国共产党的言论。
班農於2020年4月在WarRom節目表示「要對中國共產黨領導人習近平、王岐山進行紐倫堡審判」。2020年5月班農要求美國政府公布并没收中国共产党包括習近平、王岐山在内的高官在美财富并捐给疫情死难人民家属。
班農也於2020年4月在War Room節目批評比爾·蓋茨「和中国共产党站在一起」。
班農於2020年4月至今經常在War Room節目發佈譴責中国共产党及美國親中国共产党人士的言論。美东时间2020年6月3日（北京时间2020年6月4日），斯蒂芬·班农在互联网宣读英文版新中国联邦宣言。
2020年6月12日，班農在接受《亞洲時報》採訪時，認為在美國發生的弗洛伊特之死，從屍檢報告來看，是由於他感染的COVID-19以及芬太尼。而這兩種都指向了中國共產黨。同時，他指責喬·拜登家族的腐敗，在中国共产党那裡賺取的利益。他们已经出賣了美國，是中国共产党的走狗。自從拜登倡導中國加入WTO以來，每一項貿易協定都是一個災難，破壞了美國中西部製造業的一切。最後，班農說到：“熱愛自由的人民，即美國人民，要與中國共產黨對抗，並要援助和協助中國人民，因為只有中國人民才能推翻中國共產黨。 沒有其他人可以做到這一點，但是在世界其他地方，善良的人們可以為他們提供幫助。這就是為什麼我一生的工作都在致力於這個話題的原因。”

## 個人生活
班農是虔誠的天主教徒，曾兩次結婚，均已離婚，一共育有三個子女。

## 外部連結
- 斯蒂芬·班農在互联网电影资料库（IMDb）上的資料（英文）
- C-SPAN內的頁面（英文）
- War Room

| 官衔                                    | 官衔            | 官衔 |
| --------------------------------------- | --------------- | ---- |
| 空缺上一位持有相同頭銜者：約翰·波德斯塔 | 總統顧問 2017年 | 空缺 |

 本文全部或部分内容来自美国联邦政府所属的美国之音网站。根据版权条款（英文）和有关美国政府作品版权的相关法律，其官方发布的内容属于公有领域。